# Encratia
| Encratia van Saragossa | Encratia van Saragossa                                                     |
| ---------------------- | -------------------------------------------------------------------------- |
| Geboren                | ? in Portugal                                                              |
| Gestorven              | ca. 304 in Zaragoza, Spanje                                                |
| Vereerd in             | Rooms-Katholieke Kerk                                                      |
| Feest                  | 16 april                                                                   |
| Attributen             | Spijker in voorhoofd                                                       |
| Beschermheilige        | Zaragoza, Spanje, Santa Engracia del Jubera, Spanje, lijders aan hoofdpijn |

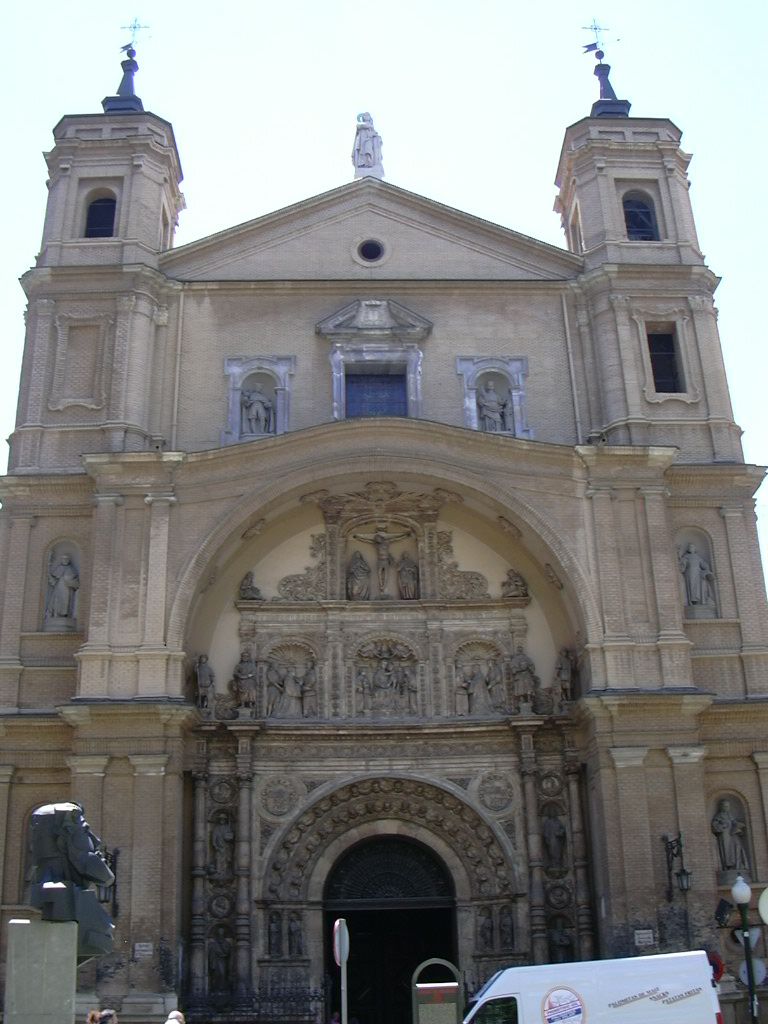
De kerk van St. Encratia in Zaragoza

Encratia van Saragossa (Portugal (geboortejaar onbekend) – Zaragoza (Spanje), 16 april, ca. 304) is een rooms-katholieke heilige.
De naam Encratia is een Latijnse vorm van het Griekse enkrates dat "beheersing", "gematigd" of "middelmatig" kan betekenen. Ze is ook bekend onder de namen Engracia, Engratia, Encratis of Encratide. Engracia is de Spaanse vorm van de naam Encratia.
Omdat zij aan Christus had beloofd haar maagdelijkheid te bewaren, ontvluchtte Encratia haar geboorteland Portugal toen zij zou worden uitgehuwelijkt. Zij werd op gruwelijke wijze gemarteld in Zaragoza, vermoedelijk tijdens de christenvervolgingen op last van de Romeinse keizer Diocletianus. Encratia werd gegeseld, haar borsten werden afgesneden en haar buik werd opengereten. Zij overleefde deze beproeving en werd teruggebracht naar de gevangenis, waar ze stierf. 
Haar feestdag is op 16 april. In dezelfde tijd werden er in Zaragoza 18 andere martelaars omgebracht; ook zij worden herdacht op 16 april.
Encratia wordt traditioneel afgebeeld met een spijker in haar voorhoofd als symbool voor de door haar doorstane martelingen. Ze is de beschermheilige van hoofdpijnlijders.
Encratia is begraven door de christenen van Zaragoza. Op de plek waar ze werd gemarteld is een aan Encratia gewijd klooster gebouwd, dat in 1809 tijdens de Spaanse Onafhankelijkheidsoorlog door Franse troepen is verwoest. Alleen de toegang tot de kerk en de crypte met daarin de relikwieën van Encratia en de andere 18 martelaren waren nog intact. De kerk is later herbouwd. 
Ook in Lissabon staat een kerk die haar naam draagt.
In de Spaanse provincie La Rioja ligt het naar Encratia genoemde plaatsje Santa Engracia del Jubera, waarvan zij ook de beschermheilige is. In Frankrijk, in Frans-Baskenland ligt het naar haar genoemde plaatsje Sainte-Engrâce.